# Steinbeißer (Fisch)
Der Steinbeißer (Cobitis taenia), auch Dorngrundel genannt, ist ein in Europa und Asien verbreiteter Süßwasserfisch aus der Familie der Schmerlen. Er ist nach Anhang II der FFH-Richtlinie geschützt. In der Gastronomie werden als Steinbeißer hiervon abweichend Fischarten aus der Familie der Seewölfe bezeichnet.

## Merkmale

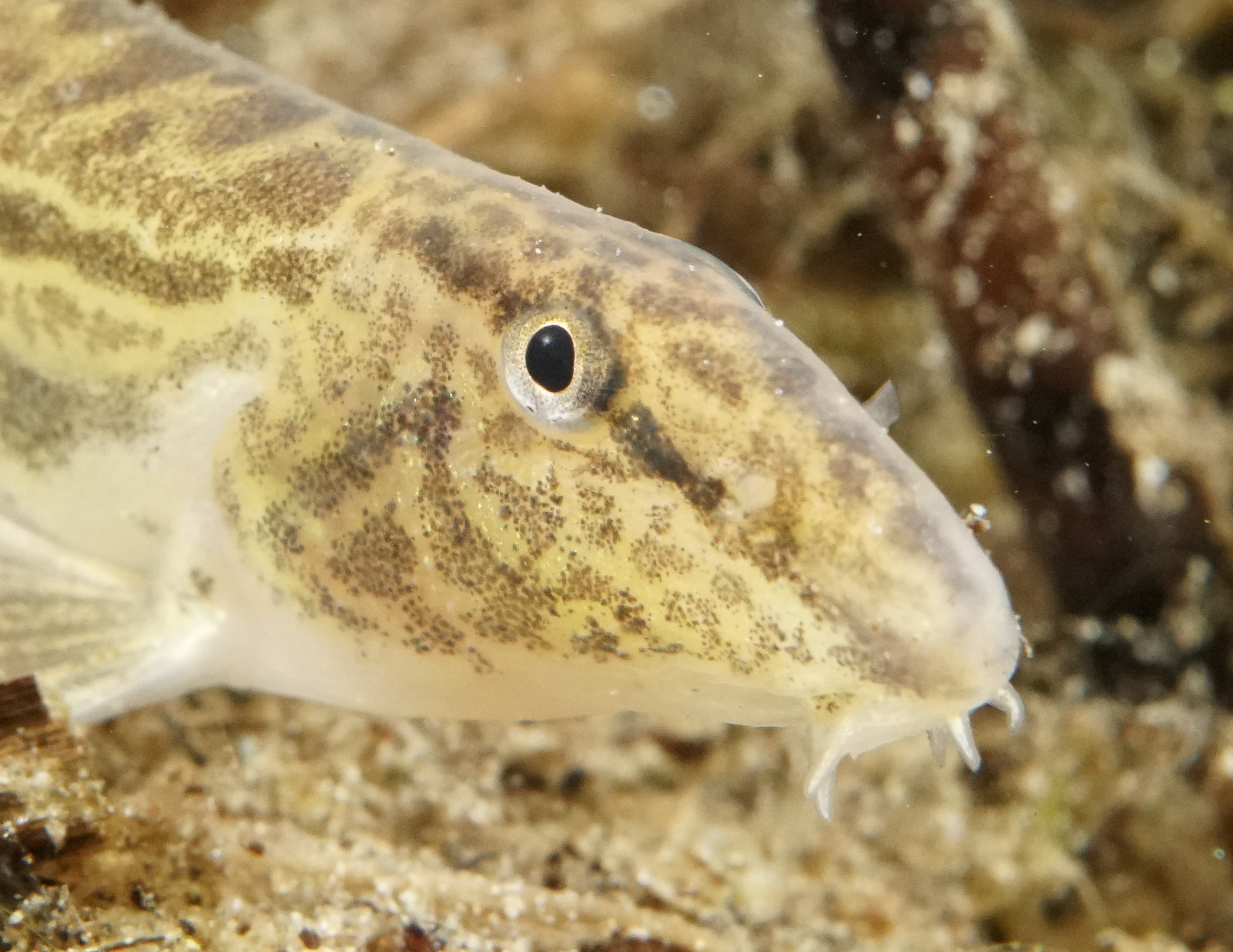
Der Steinbeißer hat 6 Barteln

Steinbeißer erreichen eine Länge von 8 bis 10 cm, Weibchen vereinzelt bis 12 cm. Das Gewicht beträgt 20 bis 60 g. Der Rücken weist eine gelbbraune von vielen kleinen dunklen Flecken unterbrochene Färbung auf. Auf der Bauchseite sind die Schuppen blassgelb bis orange gefärbt. Der auf dem Rücken befindliche Kamm hat mehrere Reihen schwarzgrauer Flecken. Der Körper ist länglich. Am Maul hat der Steinbeißer 6 Barteln. Unter den Augen befindet sich je ein zweispitziger, aktiv beweglicher Dorn, mit dem er schmerzhafte Stiche zufügen kann.

## Verbreitung
Der Steinbeißer ist in Sibirien und ganz Europa, mit Ausnahme von Irland, Schottland, Wales und dem nördlichen Skandinavien verbreitet. Es gibt regional begrenzt auftretende Unterarten.

## Lebensraum
Es werden langsam fließende und stehende Gewässer mit klarem sauerstoffreichem Wasser bevorzugt. Steinbeißer kommen dort an flachen und sandigen oder steinigen Stellen vor, häufig in größerer Anzahl.

## Lebensweise
Steinbeißer graben sich in den Grund ein, wobei dann nur noch Kopf und Schwanz herausragen. Die Nahrungssuche erfolgt nachts. Hierfür wird der Sand auf der Suche nach Kleintieren und organischem Material durchgekaut. Der Sand wird durch die Kiemen wieder ausgestoßen. Für das Überleben der Fische ist es wichtig, dass sich der Untergrund regelmäßig umlagert.
Steinbeißer verfügen über die Möglichkeit einer akzessorischen Darmatmung. An der Wasseroberfläche verschluckter Luft wird im Enddarm Sauerstoff entzogen. Die verbrauchte Luft wird durch den After ausgeschieden. Die Überbrückung sauerstoffarmer Zeiten wird dem Steinbeißer so erleichtert.
Der Steinbeißer erreicht ein Alter von 3 bis 5 Jahren. Als Maximum in Gefangenschaft werden 10 Jahre angegeben.

## Fortpflanzung
Die Laichzeit ist von April bis Juni. Von den Weibchen werden zwischen 300 und 1500 Eier in Bodennähe, an Steinen, Wurzeln oder Pflanzen in mehreren Portionen abgelegt und dann von den Männchen besamt. Die Larven schlüpfen nach 4 bis 6 Tagen.
Innerhalb der Artengruppe können sich manche Steinbeißer-Weibchen auch mittels Gynogenese asexuell fortpflanzen: Diese Weibchen müssen triploid sein, ihre triploiden Eizellen teilen sich dann nach Kontakt mit den männlichen Geschlechtszellen ohne Befruchtung zu neuen Fischen. Mutter und Tochter gleichen dann einander genetisch wie Zwillinge. Das können aber nur „Hybridweibchen“, die aus Kreuzung aus zwei Arten entstanden sind (vgl. das Maultier). Im Wesersystem kommt die reine Art vor, im Rheinsystem Hybride.

## Gesetzlicher Schutzstatus
Der Steinbeißer wird von der Europäischen Union im Anhang II der FFH-Richtlinie geführt und gilt damit als Art von gemeinschaftlichem Interesse, für deren Erhaltung von den Mitgliedsstaaten besondere Schutzgebiete ausgewiesen werden müssen. Ausgenommen sind lediglich die finnischen Populationen.